# Alex Antetokounmpo
Alexandros Emeka Antetokounmpo (griechisch Αλέξανδρος Αντετοκούνμπο, meist Alex Antetokounmpo genannt; * 27. August 2001 in Athen, Griechenland) ist ein griechisch-nigerianischer Basketballspieler für PAOK Thessaloniki. Er ist der jüngste Bruder von NBA All-Star Giannis Antetokounmpo sowie von Thanasis, Kostas und Francis Antetokounmpo.

## Karriere

### CB Murcia (2020/21)
Am 22. Juni 2020 unterschrieb Alex einen Dreijahresvertrag beim spanischen Erstligisten CB Murcia, nachdem er durchschnittlich 20,3 Punkte und 7,3 Rebounds an der Dominican High School im US-Bundesstaat Wisconsin erreicht hatte. Damit war er auch für den NBA Draft 2021 verfügbar. Für CB Murcia bestritt er ein Spiel in der Liga ACB. In Murcias zweiter Herrenmannschaft in der vierthöchsten spanischen Spielklasse EBA wurde er in 26 Spielen eingesetzt (13,4 Punkte je Begegnung).

### Raptors 905 (2021/22)
Nachdem er 2021 beim NBA-Draftverfahren nicht ausgewählt worden war, spielte Antetokounmpo in der NBA Summer League für die Sacramento Kings. Nachdem die Kings die Summer League gewonnen hatten, wurde er von den Toronto Raptors verpflichtet, der Vertrag jedoch am nächsten Tag aufgelöst. Er bestritt im Spieljahr 2021/22 dann 15 Einsätze (2,6 Punkte je Begegnung) für die Raptors 905 in der NBA G-League.

### Wisconsin Herd (2022–24)
Am 3. November 2022 wurde in das Aufgebot der Wisconsin Herd (NBA G League) aufgenommen. Er kam im Spieljahr 2022/23 auf 32 Einsätze für Wisconsin, die er zu einem Mittelwert von 5,8 Punkten nutzte. Am 2. September 2023 unterschrieb er einen Vertrag mit der NBA-Mannschaft Milwaukee Bucks. Dieser wurde allerdings am nächsten Tag wieder aufgelöst, damit Antetokounmpo seine Spielberechtigung in der NBA-G-League behielt.

### BC Mažeikiai (2024)
Antetokounmpo wechselte in die Litauische Basketball-Liga zu den BC Mažeikiai. Er kam nach 12 Spielen auf einen Mittelwert von 8,3 Punkten bei durchschnittlich 15,1 Minuten Spielzeit.

### KK Podgorica Bemax (2024-)
Im Sommer 2024 wechselte Antetokounmpo nach Montenegro zu KK Podgorica Bemax.

## Privatleben
Antetokounmpo wurde im Athener Stadtteil Sepolia geboren. Seine Eltern sind beide nigerianisch. Er fing im Alter von neun Jahren an, Basketball zu spielen. In der sechsten Schulklasse zog er mit seinen Eltern nach Milwaukee, wo sein Bruder Giannis spielte.
Alexandros Antetokounmpo hat vier ältere Brüder, drei davon spielen professionell Basketball. Alle seine Brüder haben die NBA-Meisterschaft gewonnen. Giannis Antetokounmpo war 2019 und 2020 der Most Valuable Player der NBA. Kostas Antetokounmpo gewann 2020 den NBA-Meistertitel mit den Los Angeles Lakers. Thanasis und Giannis Antetokounmpo errangen 2021 mit den Milwaukee Bucks die Meisterschaft in der nordamerikanischen Liga. Antetokounmpos Vater Charles und ältester Bruder Francis spielten beide Fußball in Nigeria. Seine Mutter Veronica war Hochspringerin. Giannis, Veronica und Alex Antetokounmpo erhielten die griechische Ehrenbürgerschaft von Ministerpräsident Kyriakos Mitsotakis.